# Стеван Лабудовић
Стеван Шћепо Лабудовић (28. децембар 1926, Беране − 25. новембар 2017, Београд) био је сниматељ филмских журнала за „Филмске новости“.

## Биографија
Рођен је 28. децембра 1926. године у Беранама, у породици угледног беранског књижара Милутина Лабудовића. Основну школу и гимназију је завршио у родном граду, а матурирао у Смедеревској Паланци. Фотографијом је почео да се бави као десетогодишњак, када је од оца добио свој први фотоапарат. 
Са 17 година се прикључио Народноослободилачкој борби. Завршио је филмску школу, после чега се запослио у „Филмске новости“, где је до пензионисања радио као филмски сниматељ. 
Лабудовић је четрдесет година пратио бројна политичка и дипломатска догађања за Филмске новости. С Драганом Митровићем Лабудовић је посебно снимио Титових 56 путовања у иностранство, од 1954. до његове смрти 1980. године.
Стеван Лабудовић такође је био послан током Алжирског рата на терен, да снима војнике,  базе и војне операције Армије националног ослобођења, оружаног огранка Фронта националног особођења. У Алжиру је боравио три и по године, где је направио мноштво филмских репортажа и фотографија, које су обишле цели свет, чиме је допринео да остатак света сазна истину о борби и револуцији антиколонијалног покрета у Алжиру.
За допринос и заслуге које је остварио током рата, био је добитник најзначајних војних и државних одликовања НДР Алжира, и један од најцењенијих пријатеља Алжира, што је крунисано кумством са Хуари Бумедијеном, бившим председником Алжира, као и дугогодишњим пријатељством са наредним председником Абделазизом Бутефликом.
Један је од иницијатора и оснивача Друштва пријатеља Алжира у Београду.
Преминуо је у Београду 25. новембра 2017. године.